# Hrabstwo Calloway
Calloway – hrabstwo w stanie Kentucky w USA. Siedzibą hrabstwa jest Murray.
Hrabstwo Calloway zostało ustanowione w 1822 roku.

## Miasta
- Dexter (CDP)
- Hazel
- Murray